# Leopoldau (metropolitana di Vienna)
La stazione di Leopoldau è una stazione della metropolitana di Vienna, capolinea settentrionale della linea U1 e di interscambio con la stazione ferroviaria di Vienna Leopoldau.

## Descrizione
La stazione di Leopoldau è entrata in servizio il 2 settembre 2006, come nuovo capolinea del prolungamento a nord da Kagran della linea U1.